# Pojačanje
Pojačanje je vezano uz osobinu aktivnih elektroničkih elemenata u užem smislu;  elektronskih cijevi, bipolarnih i unipolarnih tranzistora te operacionih pojačala da unutar cjeline elektroničkog sklopa, uz male promjene ulaznog napona ili struje na svom izlazu daju znatno veće promjene izlaznog napona ili struje na svom izlazu.

## Definicija
Pojačanje nekog aktivnog elektroničkog elementa ili elektroničkog sklopa može se općenito definirati kao omjer promjene veličine izlaznog električnog napona ili struje u odnosu na promjenu veličine ulaznog napona ili struje. U tom se smislu razlikuje više mogućnosti gdje aktivne elemente, odnosno elektroničke sklopove možemo zamisliti kao naponske ili strujno upravljane izvore električnog napona ili struje.
Pojačanje elektroničkih sklopova kao cjeline odnosi se u pravilu na omjer veličine izlaznog i ulaznog napona sklopa:
{\displaystyle {A_{V}}={\frac {U_{izl}}{U_{ul}}}\,}

### Pojačanje elektronske cijevi
Elektronsku cijev prikazujemo za izmjenični električni signal nadomjestnim naponski upravljanim strujnim električnim izvorom unutarnjeg otpora {\displaystyle R_{i}} i struje
{\displaystyle {i_{a}}=Su_{ul}\,}
gdje je S strmina elektronske cijevi u radnoj točki izražena u mA/V, a {\displaystyle u_{ul}\,} izmjenični napon koji se pojavljuje na upravljačkoj rešetci elektronske cijevi. Pad napona {\displaystyle u_{R}\,} na opteretnom otporu bit će ovisan o međusobnom odnosu opteretnog otpora {\displaystyle R_{t}} i unutarnjeg otpora izvora 
{\displaystyle {u_{R}}=-Su_{g}{\frac {{R_{t}}{R_{i}}}{R_{t}+R_{i}}}}
te je naponsko pojačanje pojačala s elektronskom cijevi određeno prema jednakosti
{\displaystyle {A_{V}}=-S{\frac {{R_{t}}{R_{i}}}{R_{t}+R_{i}}}}
Naponsko pojačanje elektroničkog sklopa s elektronskom cijevi određeno je, dakle, strminom elektronske cijevi i međusobnim odnosom opteretnog otpora i unutarnjeg otpora izvora, a gdje se strmina elektronske cijevi određuje na temelju prijenosne {\displaystyle I_{a}}/{\displaystyle U_{g}} karakteristike. Pojačanje ima negativan predznak jer povećanje ulaznog izmjeničnog napona ima za posljedicu smanjenje anodnog napona na izlazu.

### Pojačanje bipolarnog tranzistora
Bipolarni tranzistor predstavlja za izmjenični električni signal strujno upravljan električni izvor struje i predstavljamo ga nadomjestnim izvorom unutarnjeg otpora {\displaystyle R_{i}} i struje
{\displaystyle {i_{c}}=h_{FE}i_{ul}\,},
gdje je {\displaystyle h_{FE}} dinamički faktor strujnog pojačanja, a {\displaystyle i_{ul}\,} pobudna struja koja teče kroz bazu bipolarnog tranzistora. 
Međutim, u realnim okolnostima gdje je dinamički električni otpor između baze i emitera bipolarnog tranzistora znatno veći od unutarnjeg otpora električnog izvora koji se priključuje između baze i emitera tranzistora, ova jednakost se može prikazati u nešto drukčijem obliku
{\displaystyle {i_{c}}=h_{FE}{\frac {u_{ul}}{R_{ul}}}}
gdje je {\displaystyle u_{ul}\,} ulazni napon koji dolazi iz naponskog izvora, a {\displaystyle R_{ul}} dinamički otpor na ulazu tranzistora.
Pad napona {\displaystyle u_{R}\,} na opteretnom otporu bit će ovisan o međusobnom odnosu opteretnog otpora i unutarnjeg otpora izvora 
{\displaystyle {u_{R}}=-h_{FE}{\frac {u_{ul}}{R_{ul}}}{\frac {{R_{t}}{R_{i}}}{R_{t}+R_{i}}}}
te je naponsko pojačanje pojačala s bipolarnim tranzistorom određeno prema jednakosti
{\displaystyle {A_{V}}=-{\frac {h_{FE}}{R_{ul}}}{\frac {{R_{t}}{R_{i}}}{R_{t}+R_{i}}}}
Naponsko pojačanje elektroničkog sklopa s bipolarnim tranzistorima određeno je, dakle, prvenstveno faktorom dinamičkog strujnog pojačanja i dinamičkom ulaznom impedancijom bipolarnog tranzistora te međusobnim odnosom opteretnog otpora i unutarnjeg otpora izvora. Pojačanje ima negativan predznak jer povećanje ulaznog izmjeničnog napona na bazi tranzistora ima za posljedicu smanjenje kolektorskog napona na izlazu.

### Pojačanje unipolarnog tranzistora
Unipolarni tranzistor prikazujemo za izmjenični električni signal nadomjestnim naponski upravljanim strujnim električnim izvorom unutarnjeg otpora {\displaystyle R_{i}} i struje
{\displaystyle {i_{s}}=Ku_{ul}\,}
gdje je K strmina unipolarnog tranzistora u radnoj točki izražena u mA/V, a {\displaystyle u_{ul}\,} izmjenični napon koji se pojavljuje na vratima (gate) unipolarnog tranzistora. Pad napona {\displaystyle u_{R}\,} na opteretnom otporu bit će ovisan o međusobnom odnosu opteretnog otpora {\displaystyle R_{t}} i unutarnjeg otpora izvora 
{\displaystyle {u_{R}}=-Ku_{ul}{\frac {{R_{t}}{R_{i}}}{R_{t}+R_{i}}}}
te je naponsko pojačanje pojačala s unipolarnim tranzistorom određeno prema jednakosti
{\displaystyle {A_{V}}=-K{\frac {{R_{t}}{R_{i}}}{R_{t}+R_{i}}}}
Naponsko pojačanje elektroničkog sklopa s unipolarnim tranzistorom određeno je, dakle, strminom unipolarnog tranzistora i međusobnim odnosom opteretnog otpora i unutarnjeg otpora izvora, a gdje se strmina unipolarnog tranzistora određuje na temelju prijenosne {\displaystyle I_{S}}/{\displaystyle U_{G}} karakteristike, odn. karakteristike koja pokazuje ovisnost struje izvora (S:source) u ovisnosti o naponu vrata (G:gate). 

### Pojačanje operacijskog pojačala
Integrirano operacijsko pojačalo možemo smatrati u širem smislu jedinstvenom, premda složenom elektroničkom komponentom. Pri razmatranju svojstava operacijskog pojačala redovito se govori isključivo o njegovu naponskom pojačanju koje može biti pozitivno ako se razmatra neinvertirajući ulaz, odn. negativno ako se razmatra invertirajući ulaz. Pojačanje operacijskog pojačala je neusporedivo veće u odnosu na naponsko pojačanje sklopa s pojedinim tranzistorom ili elektronskom cijevi.

## Pojačanje i frekvencijska amplitudna karakteristika
Na dovoljno niskim frekvencijama pojačanje aktivnih elektroničkih elemenata i druge parametre možemo smatrati neovisnim o frekvenciji. Međutim, na višim frekvencijama valja uzeti u obzir različite međuelektrodne parazitne električne kapacitete (prije svega kapacitet između anode i rešetke kod elektronske cijevi, između kolektora i baze bipolarnog tranzistora ili između izvora i vratiju unipolarnog tranzistora). Utjecajem niza čimbenika pojačanje niskofrekventnih elektroničkih sklopova opada za frekvencije više od nekoliko stotina, nekoliko desetaka ili čak nekoliko kHz, što sve naravno ovisi o vrsti i karakteristikama aktivnog elektroničkog elemenata.  
Prilike su u tom smislu specifične kod operacionih pojačala gdje se pojačanje operacijskog pojačala unutar petlje negativne reakcije počinje smanjivati već za frekvencije više od kojih 50 Hz (slika desno), a iz razloga osiguranje sklopa od samooscilacija.